# أوبن دي سويد فارجاردا - سباق الطريق 2009
أوبن دي سويد فارجاردا - سباق الطريق 2009 هو سباق دراجات هوائية، وهو الموسم رقم 4 من أوبن دي سويد فارجاردا - سباق الطريق، وأقيم في 2 أغسطس 2009 ضمن سباقات كأس العالم لسباق الدراجات على الطريق للسيدات 2009 ‏.
فاز بالمركز الأول ماريان فوس، وبالمركز الثاني كيرستن وايلد، وبالمركز الثالث إيما جوهانسون.

## التصنيف العام النهائي
| التصنيف العام          | التصنيف العام            | التصنيف العام | التصنيف العام                   | التصنيف العام |
| العداء                 | العداء                   | البلد         | الفريق                          | الوقت         |
| ---------------------- | ------------------------ | ------------- | ------------------------------- | ------------- |
| 1                      | ماريان فوس               | هولندا        | ليف ريسينغ ‏                     | 3 س 25 د 20 ث |
| 2                      | كيرستن وايلد             | هولندا        | Garmin–Cervélo (women) ‏         | + 0 ث         |
| 3                      | إيما جوهانسون            | السويد        | Red Sun Cycling Team ‏           | + 0 ث         |
| 4                      | Monica Holler ‏           | السويد        | Équipe Paule Ka ‏                | + 0 ث         |
| 5                      | اندريا بوسمان ‏           | هولندا        | AA Drink–leontien.nl ‏           | + 0 ث         |
| 6                      | Sara Mustonen (cyclist) ‏ | السويد        | تيم كوب هايتك بوردكتس ‏          | + 0 ث         |
| 7                      | تريكسي ووراك             | ألمانيا       | Equipe Nürnberger Versicherung ‏ | + 0 ث         |
| 8                      | سوزانيونجسكوج            | السويد        | Team Flexpoint ‏                 | + 0 ث         |
| 9                      | Martine Bras ‏            | هولندا        | Selle Italia–Ghezzi ‏            | + 0 ث         |
| 10                     | Noemi Cantele ‏           | إيطاليا       | Équipe Paule Ka ‏                | + 0 ث         |
| مصدر: Cycling Quotient |                          |               |                                 |               |